# Альтерман, Исай Моисеевич
Исай Моисеевич Альтерман (21 сентября 1910, Орёл — 1 ноября 1985, Кишинёв) — советский дирижёр. Заслуженный артист Литовской ССР (1954). Заслуженный деятель искусств Молдавской ССР и Башкирской АССР (1963). 

## Биография
В 1921—1925 годах учился в московской Детской музыкальной школе имени А. Н. Скрябина; окончил два курса в Гомельском музыкальном техникуме (1925—1927) и Гомельскую трудовую школу 2-й ступени имени К. Либкнехта (1927).
С 1927 года учился в Ленинградской консерватории имени Н. А. Римского-Корсакова на симфоническом отделении по классу скрипки у В. И. Шера (1927—1931), окончил отделение оперно-симфонического дирижирования по классу А. В. Гаука (1930—1933); в 1933—1936 годах проходил аспирантуру под руководством Ф. Штидри, с 1933 года был дирижёром оперной студии при консерватории (дирижёр-практикант в 1933—1935 годах, дирижёр в  1935—1937 годах, помощник музыкального руководителя главного дирижёра в 1937—1939 годах). В 1930—1931 годах работал скрипачом ленинградского Государственного академического театра оперы и балета, в 1931—1933 годах — дирижёр Театра рабочей молодежи (ТРАМ). В 1934—1935 годах — дирижёр-практикант Ленинградской государственной филармонии. Одновременно работал в Ленинградской консерватории — преподаватель сценической подготовки и оперных отрывков оперно-хорового отделения (1934—1936), преподаватель дирижёрского класса (1937—1941).
В 1937—1942 годах — дирижёр оркестра радиокомитета Ленинграда (в годы блокады Ленинграда оставался в городе), в 1941—1946 годах старший инструктор по культмассовой работе политотдела Ленинградской армии противовоздушной обороны на Ленинградском фронте, капитан административной службы. Награждён орденами Красной Звезды (1944) и Трудового Красного Знамени (1960), медалями «За оборону Ленинграда» (1942) и «За победу над Германией в Великой Отечественной войне 1941—1945 гг.» (1945).
В 1945—1953 годах — старший преподаватель, затем доцент симфонического отделения дирижёрского факультета Ленинградской консерватории (среди учеников — Римас Юозович Генюшас), одновременно в 1946—1948 годах вновь дирижёр оркестра Ленинградского радиокомитета. 
В 1953—1958 годах — главный дирижёр Литовского государственного театра оперы и балета в Вильнюсе и одновременно доцент Вильнюсской консерватории. В 1958—1961 годах сменил Д. Г. Гершефельда на посту главного дирижёра Кишинёвского театра оперы и балета, в 1961—1966 годах — главный дирижёр и художественный руководитель Башкирского государственного театра оперы и балета в Уфе, в 1966—1969 годах — главный дирижёр Саратовского театра оперы и балета. 
С 1969 года до конца жизни — вновь главный дирижёр Молдавского государственного театра оперы и балета. Преподавал в Кишинёвском институте искусств им. Музическу (среди учеников — Юрий Насушкин, Валентин Дони).

## Семья
Жена — Надежда Михайловна (Хаимовна) Геселевич (1904—1963), выпускница Ленинградской консерватории (1928), первым браком была замужем за музыковедом Г. П. Орловым (1900—1940).

## Публикации
- Концерты И. Крипса в Ленинграде // Музыкальные кадры. 1947. 8 февр. (№ 3). С. 4.
- Методика изучения симфонических партитур // Вестник Ленинградской ордена Ленина консерватории. 1952. № 1. С. 262—291.
- О юбилейном сезоне // Советская культура. 1972. 24 окт. С. 2.